# لنكولن كونستانس
لنكولن كونستانس (1909-2001) (بالإنجليزية: Lincoln Constance)‏ هو عالم نبات أمريكي.